# ドイツ連邦鉄道
ドイツ連邦鉄道（ドイツれんぽうてつどう、ドイツ語: Deutsche Bundesbahn, 略称:DB）は、1949年から1993年まで存在していたドイツ連邦共和国（西ドイツ）の国鉄である。日本では西ドイツ国鉄とも呼ばれる。ドイツ連邦鉄道は、連邦共和国の非法人特別財産であったが、独自に訴訟の主体となることができた。本社はフランクフルト・アム・マインに置かれていた。
ドイツ民主共和国（東ドイツ）の国鉄はドイツ国営鉄道（Deutsche Reichsbahn, 略称:DR） と呼ばれており、ドイツ再統一後も1993年までの間はドイツ連邦鉄道と別個に運営された。つまり、一つの国家に二つの国鉄が存在していたことになる。1994年1月1日にドイツ連邦鉄道とドイツ国営鉄道は合併し、商法上の企業であるドイツ鉄道（Deutsche Bahn, 略称:DB）が発足した。

## 歴史

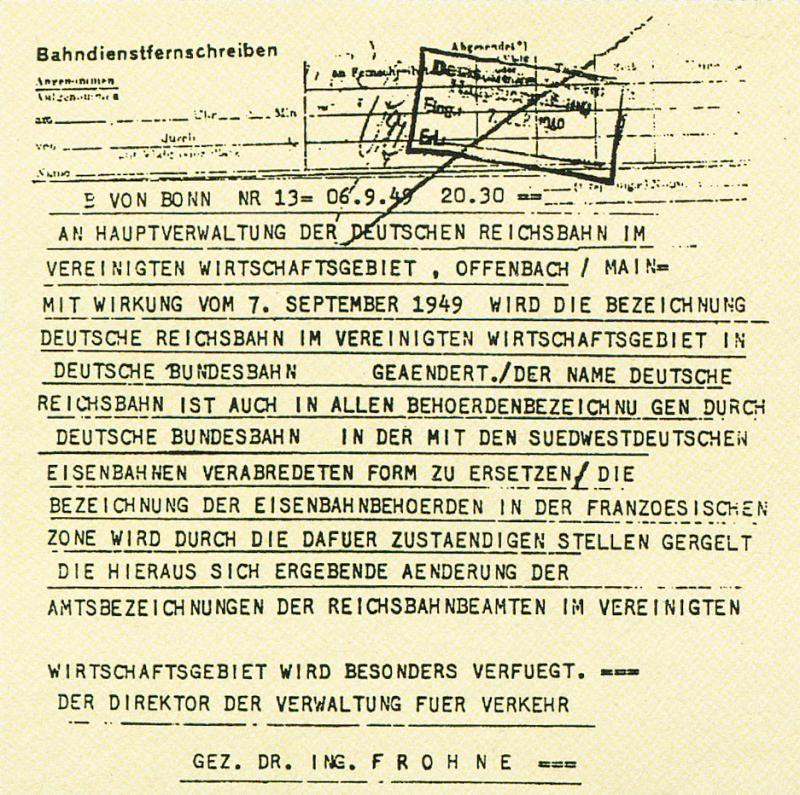
ドイツ国営鉄道からドイツ連邦鉄道への改称に関する鉄道電報

ドイツ連邦鉄道は、第二次世界大戦後西側連合軍占領地域（バイゾーン）におけるドイツ国営鉄道（東ドイツの国鉄とは別の、第二次世界大戦までのドイツ国鉄）の後継者として1949年9月7日に発足した。
1952年7月1日にはフランス占領地域の南西ドイツ鉄道運営連合も統合した。これにより西ドイツにおける統一した国鉄組織となった。
1957年にはザールラント州がドイツ連邦共和国に復帰したため、ザールラント鉄道もドイツ連邦鉄道に加わった。
1991年時点では、連邦鉄道の長期債務は64億ユーロに達した。

### 輸送実績
ドイツ連邦鉄道の特徴は、モータリゼーションにより道路交通との市場シェアをめぐる競争がますます厳しくなったことが挙げられる。費用負担を回避するために、ドイツ連邦鉄道は不採算であると評価されたローカル線の大規模な廃止を実施した。
以下のような輸送実績が記録されている。
| 輸送量                       | 1960年 | 1970年 | 1980年 | 1986年 |
| ---------------------------- | ------ | ------ | ------ | ------ |
| 貨物輸送（単位百万トンキロ） | 56.2   | 72.6   | 65.3   | 61.1   |
| 旅客輸送（単位百万人キロ）   | 38.4   | 37.5   | 41.4   | 41.4   |

一方で、さらなる路線の廃止を回避するために支線における営業を魅力的なものにしようとする取り組みも行われた。その一例がシティバーン (City-Bahn) の導入である。それにもかかわらず、多くの地域で鉄道路線を廃止しなければならなかった。
1990年代からは、地方において鉄道を活性化するために、新しく運輸連合の設置が行われた。一方で新線の建設も行われ、比較的規模の小さい地域にも長距離鉄道・高速鉄道・Sバーンの導入が行われた。
数少ない支線の新設の例として、ビッゲタル線の敷設が挙げられる。寝台車・食堂車・ケータリングサービスの営業には、ドイツ寝台車・食堂車会社 が設立された。

### 動力近代化と構造変化

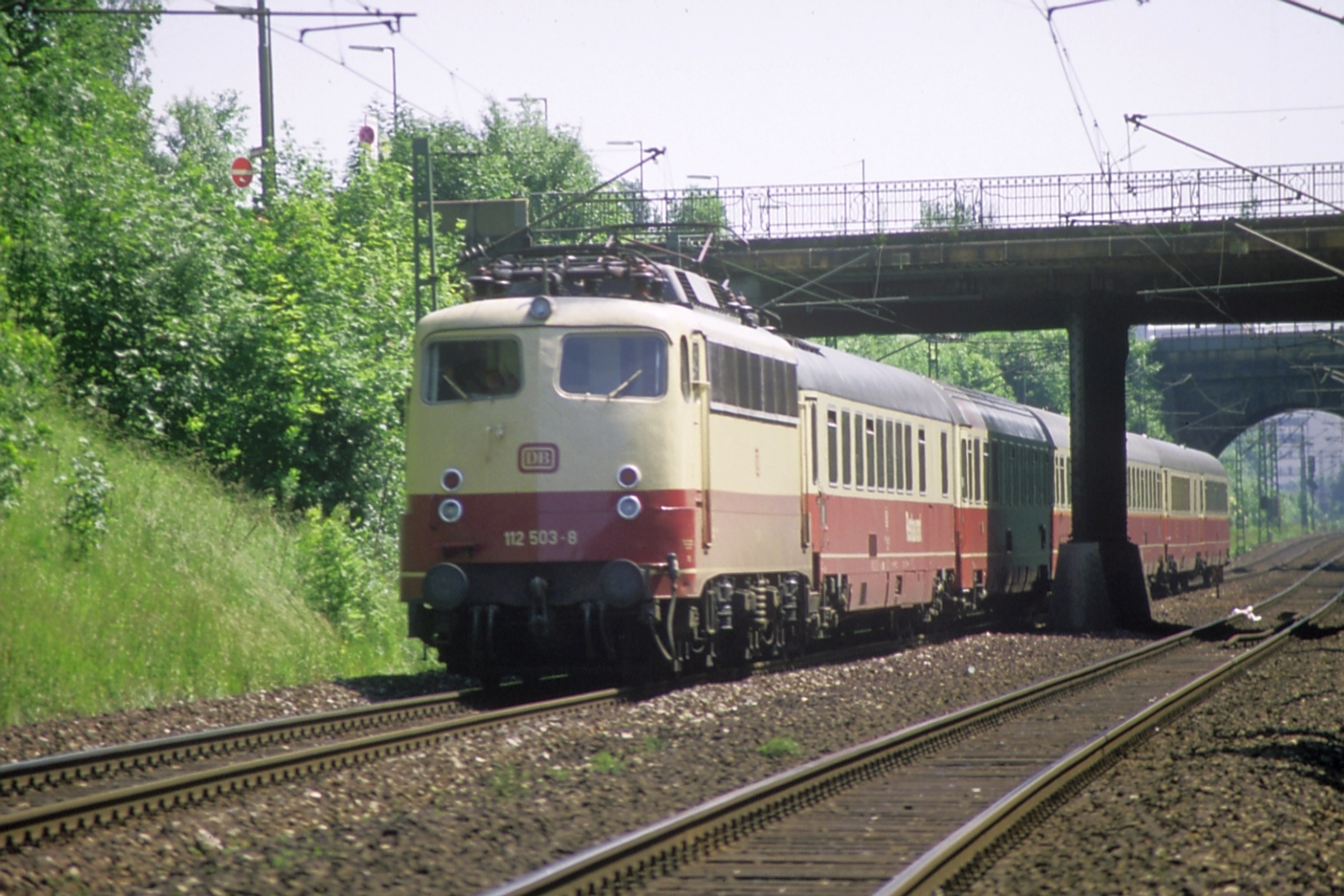
TEE ラインゴルト

動力に関する近代化が実施され、蒸気機関車は電気機関車とディーゼル機関車に置き換えられた。蒸気機関車の最終運行は1977年12月であった。同時期に、西ドイツ領域における主要路線のほとんどが電化された。動力近代化の結果として旅客輸送では、TEEやインターシティなどの新しい種別の列車が導入された。ICEの概念と車両の開発もドイツ連邦鉄道の時代に遡る。
貨物輸送では、フォワーダーとの競争に耐えられなかったため、小口貨物輸送が完全に廃止された。この結果として操車場の多くが廃止となった。同時期に、石炭や鉄鉱石などのばら積み貨物の輸送量も減少した。
費用が高く、ロールボックやロールワーゲンへ貨車を載せるために長い時間がかかることなど、競争力が低かったことから、ヴァンゲローゲ島鉄道を除く、ドイツ連邦鉄道所有のすべての狭軌鉄道が順に廃止された。
一方で、1970年代半ばのドイツ連邦鉄道はドイツ連邦郵便を抑えて西ドイツ最大の職員数となっており、1985年の時点でも322,383人をかかえ、西ドイツで3番目の雇用者数であった。1980年代にはDB 90という、ドイツ連邦鉄道の競争力をより高めるための取り組みが行われた。
1993年10月25日には、フランクフルト・アム・マインに新しく1,059室を有するビルディングを建てた。この建物はその後ドイツ鉄道の中心として運用されている。

### 重大事故
ドイツ連邦鉄道の歴史の中で、いくつかの重大事故が発生している。特に大きなものは1971年に、ケルン近郊のダーレラウで起きたもの（ダーレラウ鉄道事故）と、アイトラングで起きたもの（アイトラング鉄道事故）がある。

## 道路・船舶輸送

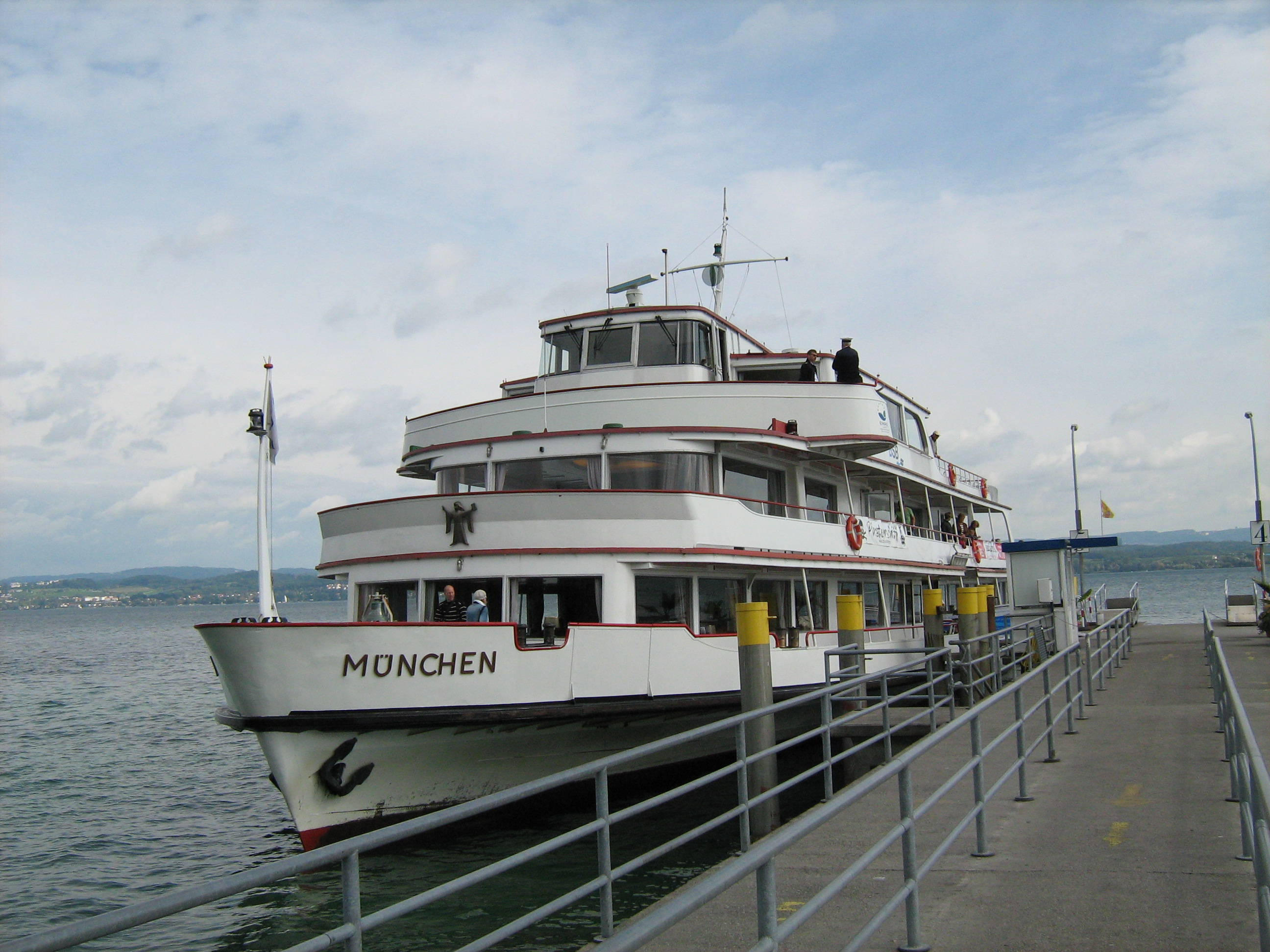
コンスタンツ湖（ボーデン湖）の汽船「ミュンヘン」

特に鉄道路線から離れたところへ貨物を輸送するために、ドイツ連邦鉄道は独自にトラックを所有していた。これに加えて多くの運送事業者が小口貨物を企業へと輸送していた。1960年代から1970年代にかけて、ドイツ連邦鉄道はドイツでも最大級のトラック所有者であった。通常のトラックだけではなく、様々な特殊車両もあった。
地方部では、非効率な旅客鉄道の代行として、バーンバスを運行して主要な駅と結んだ。ドイツ連邦鉄道の気動車などのディーゼル車両と同様に、バーンバスには赤い塗装がなされていた。この部門は、第二次世界大戦前のドイツ国営鉄道自体に既に存在していた。
ドイツ連邦鉄道は、オーストリア連邦鉄道（オーストリア国鉄）およびスイス連邦鉄道（スイス国鉄）と共同で、コンスタンツ湖（ボーデン湖）において船舶による旅客輸送 (Weiße Flotte) を行っており、また1951年にはデンマーク国鉄と共同でグローセンブローデとゲッサーを結ぶフェリーの運行を開始し、後には渡り鳥コースとなった。またヴァンゲローゲ島への船舶営業も行っている。ドイツ連邦鉄道はこのための独自の船舶も所有していた。

## 構成
ドイツ連邦鉄道は4段階に区分される。
- 中央局 (Zentralinstanz): ドイツ連邦鉄道の中央管理組織で、1953年10月1日にフランクフルト・アム・マインに設置された。それ以前はオッフェンバッハ・アム・マインに存在した。中央局は、ガルスフィアテル市区 (Gallusviertel) にある、フランクフルト中央駅とメッセフランクフルト (Messe Frankfurt) の間のフリードリヒ・エーベルト緑地帯 (Friedrich-Ebert-Anlage) にある、戦後期の大きな建物いくつかに入居していた。
- 中間組織 (Mittelinstanz)
  - 連邦鉄道管理局 (Bundesbahndirektion)
  - 中央運輸管理 (Zentrale Transportleitung): マインツに所在、1971年1月1日に上級運行管理 (Oberbetriebsleitungen)、中央車両局 (Hauptwagenamt)、電力供給中央部 (Zentralstelle für Betriebsstromversorgung) から発足した。
  - 連邦鉄道中央局 (Bundesbahn-Zentralamt): ミンデンとミュンヘンに所在。
  - 連邦鉄道社会福祉局 (Bundesbahnsozialamt): フランクフルト・アム・マインに所在。
  - 中央販売管理 (Zentrale Verkaufsleitung): マインツに所在、1977年12月31日まではフランクフルト・アム・マインに所在していた。1970年2月1日に運賃局 (Tarifamt) から発足。
  - 広報局 (Werbeamt): ニュルンベルクに所在。
  - ドイツ連邦鉄道映像・写真部 (Film- und Bildstelle der Deutschen Bundesbahn): ニュルンベルクに所在。
  - 工場運営中央部 (Zentralstelle für Werkstättendienst): マインツに所在、1973年7月4日以前はフランクフルト・アム・マインに所在。
  - データ処理・運行管理中央部 (Zentralstelle für Datenverarbeitung und Betriebswirtschaft): フランクフルト・アム・マインに所在。フランクフルト連邦鉄道管理局の部局から1970年2月1日に設立。
  - 中央旅客・小荷物・急行貨物精算部 (Zentrale Abrechnungsstelle für den Personen-, Gepäck- und Expreßgutverkehr): カッセルに所在。1975年1月1日から、ケンプテン (Kempten)、リューベック、ルートヴィヒスハーフェン・アム・ラインにある交通管理1部（国内旅客交通）と任務を協力していた。
  - 中央運賃追加請求部 (Zentrale Fahrgeldnachforderungsstelle)
- 局組織 (Ämterinstanz): 運行・機械・建設・一般代理の部局に分けられ、他に部局は以下のようなものがあった。
  - 研究機関 (Versuchsanstalten)
  - 監査局 (Abnahmeämter)
  - 修理工場 (Ausbesserungswerke)
- 現場部局は主局と支局および以下の分野に分かれている。
  - 営業技術部局 (Betriebstechnische Dienststelle)
  - 交通技術部局 (Verkehrstechnische Dienststelle)
  - 建設技術部局 (Bautechnische Dienststelle)
  - 機械技術部局 (Maschinentechnische Dienststellen)

ドイツ連邦鉄道には鉄道警察 (Bahnpolizei) が付属していた。

## 役員
ドイツ連邦鉄道は、5人で構成される委員会によって運営されていた。委員は平等で、その議長が「ドイツ連邦鉄道上級総裁」(Erster Präsident der Deutschen Bundesbahn) と名乗り、他の委員は「ドイツ連邦鉄道総裁」(Präsident der Deutschen Bundesbahn) を名乗っていた。5人はすべて、ドイツの公務員の俸給等級で最高のB11に分類されていた。
| 任期                          | 氏名                                                                   |
| ----------------------------- | ---------------------------------------------------------------------- |
| 1949年9月7日 - 1949年10月31日 | フリッツ・ブッシュ（Fritz Busch, 当時の職名はGeneraldirektor）         |
| 1949年11月1日 - 1952年5月12日 | ヴァルター・ヘルベルク（Walther Helberg, 当時の職名はGeneraldirektor） |
| 1953年5月13日 - 1957年5月12日 | エドムント・フローネ (Edmund Frohne)                                   |
| 1957年5月13日 - 1972年5月12日 | ハインツ・マリア・エフテリング (Heinz Maria Oeftering)                 |
| 1972年5月13日 - 1982年5月12日 | ヴォルグガング・ファエルスト (Wolfgang Vaerst)                         |
| 1982年5月13日 - 1990年7月18日 | ライナー・マリア・ゴールケ (Reiner Maria Gohlke)                       |
| 1991年1月1日 - 1993年12月31日 | ハインツ・デュル（Heinz Dürr, ドイツ鉄道の初代CEO）                    |

## 鉄道改革
ソビエト連邦占領地区と西ベルリンにおける旧ドイツ国営鉄道は、東ドイツで法的な理由からドイツ国営鉄道という名称のまま存続した。
どちらのドイツ国鉄も、西ベルリンにおける旧国営鉄道資産管理局とともに鉄道改革により1994年1月1日に連邦鉄道資産に移管された。列車の運行とインフラストラクチャーの管理を行う営業部門は新たに設立されたドイツ鉄道株式会社に1994年1月5日に分割された。規制などを担当する部門は連邦鉄道庁に同日移行した。